# Kick-Ass 2 (bande originale)
Pour les articles homonymes, voir Kick-Ass.
La musique du film Kick-Ass 2 est commercialisée dans deux disques. Kick-Ass 2: Original Motion Picture Soundtrack est une compilation de chansons interprétées par divers artistes, entendues dans le film. Bien que le morceau I Hate Myself for Loving You par Joan Jett and the Blackhearts figure dans la bande son du film, il n’apparaît pas sur cet album. Les thèmes instrumentaux sont regroupés dans le disque Kick-Ass 2: Original Motion Picture Score.

## Kick-Ass 2: Original Motion Picture Soundtrack
Kick-Ass 2: Original Motion Picture Soundtrack est la première bande originale du film Kick-Ass 2 sorti le 21 août 2013. Cette bande originale est sortie le 19 août 2013 sous le label Sony Classical.
| No  | Titre                          | Interprète                                      | Durée |
| --- | ------------------------------ | ----------------------------------------------- | ----- |
| 1.  | Yeah Yeah                      | James Flannigan                                 | 2:12  |
| 2.  | Nobody Move                    | Hanni El Kathib                                 | 2:31  |
| 3.  | Carry You                      | Union J                                         | 3:08  |
| 4.  | No Strings [Explicit]          | Chlöe Howl                                      | 3:47  |
| 5.  | Pussy Drop                     | Lemon                                           | 3:33  |
| 6.  | Dance                          | Danko Jones                                     | 3:28  |
| 7.  | A Minha Menina (2013 Version)  | The Bees                                        | 2:44  |
| 8.  | Bust Out Brigade               | The Go! Team                                    | 2:43  |
| 9.  | When The Saints Go Marching In | St.Snot                                         | 2:14  |
| 10. | Euphoria, Take My Hand         | Glasvegas                                       | 4:33  |
| 11. | Korobeiniki                    | Ozma                                            | 2:18  |
| 12. | Danger                         | Marco Polo & Torae                              | 3:00  |
| 13. | Motherquake                    | DJ Fresh vs. Diplo feat. Dominique Young Unique | 2:05  |
| 14. | Hero                           | Jessie J                                        | 3:20  |

## Kick-Ass 2: Original Motion Picture Score
Kick-Ass 2: Original Motion Picture Score est la seconde bande originale du film Kick-Ass 2 parue le 11 août 2013 sous le label La-La Land Records. Toutes les musiques ont été composées par Henry Jackman et Matthew Margeson.
| No  | Titre                                 | Compositeur                     | Durée |
| --- | ------------------------------------- | ------------------------------- | ----- |
| 1.  | Main Titles                           | Henry Jackman, Matthew Margeson | 1:30  |
| 2.  | Senior Year                           | Henry Jackman, Matthew Margeson | 2:23  |
| 3.  | Honor to Serve Him                    | Henry Jackman, Matthew Margeson | 1:07  |
| 4.  | Dave’s Field Test                     | Henry Jackman, Matthew Margeson | 2:34  |
| 5.  | Convenience Store                     | Henry Jackman, Matthew Margeson | 2:02  |
| 6.  | Rich as Sh*t                          | Henry Jackman, Matthew Margeson | 0:53  |
| 7.  | Justice Forever                       | Henry Jackman, Matthew Margeson | 1:45  |
| 8.  | Fat Bouncer Dismissal                 | Henry Jackman, Matthew Margeson | 2:19  |
| 9.  | First Mission                         | Henry Jackman, Matthew Margeson | 2:06  |
| 10. | Toxic Mega-C*nts                      | Henry Jackman, Matthew Margeson | 1:18  |
| 11. | Mindy’s First Date                    | Henry Jackman, Matthew Margeson | 2:54  |
| 12. | Real Evil                             | Henry Jackman, Matthew Margeson | 4:10  |
| 13. | Mindy & Dave                          | Henry Jackman, Matthew Margeson | 1:37  |
| 14. | Night-B*tch Gets It                   | Henry Jackman, Matthew Margeson | 1:28  |
| 15. | Remembering Colonel Stars and Stripes | Henry Jackman, Matthew Margeson | 1:28  |
| 16. | Fatherly Sacrifice                    | Henry Jackman, Matthew Margeson | 1:50  |
| 17. | Cemetery Remorse                      | Henry Jackman, Matthew Margeson | 0:59  |
| 18. | Cemetery Attack/Hit-Girl Is Back      | Henry Jackman, Matthew Margeson | 4:12  |
| 19. | To Be a Real Superhero                | Henry Jackman, Matthew Margeson | 2:28  |
| 20. | Warehouse Showdown                    | Henry Jackman, Matthew Margeson | 5:58  |
| 21. | Shark Bait/Rooftop                    | Henry Jackman, Matthew Margeson | 2:45  |
| 22. | Hit-Girl’s Farewell                   | Henry Jackman, Matthew Margeson | 2:16  |